# Гражданска корона
Гражданска корона (на латински: Corona Civica) е втората по значимост военна награда в Римската империя.
Тя представлява венец от дъбови листа (quercea). Връчвана е за принос в запазването на живота на войниците. След реформите на Сула, всеки получил гражданска корона автоматично става член на сената. Законът също така задължава гражданската корона да се носи на всички публични събирания. Октавиан Август е награден с нея за предотвратяването на гражданска война, което довежда до запазването на живота на римски граждани (civis). Впоследствие гражданската корона става прерогатив и отличителен знак на римските императори.

## Галерия
- Бюст на Август с гражданската корона от Глиптотеката в Мюнхен
- Бюст на Клавдий с гражданската корона от археологическия музей в Неапол
- Бюст на Траян с гражданската корона от Глиптотеката в Мюнхен